# Ayuda a los damnificados
Ayuda a los damnificados es el sexto capítulo de la quinta temporada de la serie dramática The West Wing.

## Argumento
El presidente declara el estado de emergencia debido a un tornado en Oklahoma. Gracias a la insistencia de C.J. viaja hasta la zona para ayudar, ante las quejas de Leo, quien está preocupado ante la inminente llegada del Canciller de Alemania. Además, el jefe de gabinete de la Casa Blanca se enfrenta a los roces entre el Secretario de Defensa Miles Hutchinson y el nuevo Jefe del Estado Mayor, el general Nicholas Alexander (interpretado por Terry O'Quinn) a cuenta de varios ascensos en el ejército.
Durante el poco más de una día de visita a Oklahoma, el Presidente ayudará a los damnificados por el desastre. Han muerto más de 20 personas y hay 50 desaparecidas. Consuela a gente que ha perdido parientes e incluso ayuda a fregar platos a una voluntaria de la Cruz Roja que ha perdido a varios niños conocidos. 
Josh, por su parte, está desolado tras el fiasco del senador Carrick, quien se ha pasado al partido Republicano. Muchos congresistas le dan la espalda (incluso los demócratas) e incluso se ve solo para cenar, tras el plantón de uno de ellos. Afortunadamente, le acompaña su becario Ryan Pierce, que ve, tras volver en taxi a sus casas, como su jefe le grita desesperado al Capitolio.
Además, Leo le ha apartado de la negociación de los presupuestos y ha nombrado a una nueva asesora del Presidente para que haga varias de sus tareas llamada Angela Blake, que previamente había trabajado con él en la Secretaría de Trabajo. La negociación la lleva Toby que verá como es ayudado por el nuevo Vicepresidente, Robert "Bingo Bob" Russell, mientras sigue distanciado de Will.

## Curiosidades
- Efectivamente hubo un tornado poco antes de la filmación del episodio, aprovechándose para recrear el suceso algunas zonas devastadas de la ciudad de Oklahoma City.[1]

## Premios
- Mejor Guion de serie Dramática en los Premios WGA.[2]

## Enlaces
- Enlace al Imdb
- Guía del Episodio (en inglés)